# Arles Castro
Arles Antonio Castro Laverde (* 17. September 1979 in Urrao) ist ein ehemaliger kolumbianischer Bahn- und Straßenradrennfahrer. Er wurde sieben Mal Panamerikameister in den Disziplinen Einer- und Mannschaftsverfolgung. sowie Punktefahren.
Arles Castro wurde 2003 kolumbianischer Vizemeister in der Einerverfolgung auf der Bahn. In der Saison 2005 war er beim Mannschaftszeitfahren der Vuelta a El Salvador erfolgreich. 2006 gewann er die Mannschaftsverfolgung bei den Zentralamerika- und Karibikspielen. 2007 gewann Castro bei den Panamerikameisterschaften in Valencia jeweils die Goldmedaille in der Mannschaftsverfolgung und im Punktefahren. Bis 2015 errang er insgesamt acht panamerikanische Titel im Bahnradsport, sechs davon in der Mannschaftsverfolgung. 2008 sowie 2012 startete Castro mit dem kolumbianischen Bahnvierer bei Olympischen Spielen, der in Peking Platz zehn und in London Platz acht belegte. Zweimal – 2011 und 2015 – gewann er die Goldmedaille in der Mannschaftsverfolgung bei Panamerikanischen Spielen.

## Erfolge
2005
- Mannschaftszeitfahren Vuelta a El Salvador

2007
- Panamerikameister – Punktefahren, Mannschaftsverfolgung (mit Carlos Alzate, Juan Pablo Forero und Jairo Pérez)

2009
- Weltcup Cali – Mannschaftsverfolgung (mit Juan Esteban Arango, Edwin Ávila und Weimar Roldán)

2010
- Panamerikameister – Mannschaftsverfolgung (mit Edwin Ávila, Weimar Roldán und Juan Pablo Suárez)

2011
- Panamerikameister – Einerverfolgung,  Mannschaftsverfolgung (mit Juan Esteban Arango, Edwin Ávila und Weimar Roldán)
- Panamerikaspiele – Mannschaftsverfolgung (mit Juan Esteban Arango, Edwin Ávila und Weimar Roldán)

2012
- Panamerikameister – Mannschaftsverfolgung (mit Juan Esteban Arango, Edwin Ávila und Weimar Roldán)

2014
- Panamerikameister – Mannschaftsverfolgung (mit Juan Molano, Jhonatan Restrepo und Brayan Sánchez)

2015
- Panamerikameister – Mannschaftsverfolgung (mit Fernando Gaviria, Jhonatan Restrepo und Juan Esteban Arango)
- Panamerikaspiele – Mannschaftsverfolgung (mit Jordan Parra, Jhonatan Restrepo und Juan Esteban Arango)